# Tom Chaplin
Thomas Oliver Chaplin, detto Tom (Battle, 8 marzo 1979), è un cantante britannico, membro del gruppo musicale rock alternativo Keane.

## Biografia
Nasce a Battle, in Sussex (Inghilterra), l'8 marzo 1979, ad un mese di distanza dal fratello del futuro membro dei Keane, Tim Rice-Oxley, chiamato anch'esso Tom. Diventa amico di Tim fin da bambino, vista l'amicizia che lega le famiglie di entrambi.
Tim e Tom hanno frequentato la Vinehall School, della quale il padre di Tom era preside. Più tardi andarono alla Tonbridge School dove incontrarono Richard Hughes e Dominic Scott, futuri membri della band. Nel periodo in cui ha frequentato la Vinehall School, Chaplin ha recitato in diversi spettacoli della scuola e faceva anche parte del coro. A scuola inoltre suonava il flauto.
Nel 1995 Rice-Oxley, dopo aver formato insieme a Hughes e Scott i The Lotus Eaters, invitò Chaplin a unirsi alla band; con il suo ingresso in qualità di cantante e chitarrista acustico, la formazione cambiò nome in Cherry Keane, in onore di un'amica della madre di Chaplin. Nell'estate del 1997, Chaplin partì per il Sudafrica come volontario durante il suo anno sabbatico. Le esperienze di Chaplin in questo ambito si rifletteranno nella posizione della band a favore della campagna Make Poverty History. Ritornato un anno più tardi nel luglio 1998, in seguito ad un incontro con l'amico David Lolyl Seaman, le prime parole che Richard disse a Tom furono: "abbiamo un concerto tra dieci giorni". Con il loro materiale originale i Keane fecero il loro concerto di debutto al Hope & Anchor Pub il 13 luglio 1998. In questo stesso anno Chaplin iniziò a frequentare l'Università di Edimburgo per conseguire una laurea in Storia dell'arte. Più tardi, abbandonò gli studi per trasferirsi a Londra e proseguire la sua carriera nella musica insieme ai suoi amici. Dopo il loro debutto i Keane iniziarono una serie di concerti nei pub di Londra tra il 1998 e 1999. Durante il periodo di permanenza a Londra, Chaplin e Rice-Oxley condividevano un piccolo appartamento in una zona malfamata della città Stoke Newington, i due iniziarono a svolgere dei piccoli lavori, così da potersi pagare il locale dove provare. Chaplin ha lavorato presso una casa editrice dove la sua responsabilità principale era quella di portare scatole.
Il 17 novembre 2010 Chaplin si è esibito con Brian May e Roger Taylor al Prince's Trust Rock Gala, cantando It's a Hard Life.
L'11 agosto 2016 il cantante ha annunciato il suo primo album da solista, The Wave, pubblicato il 14 ottobre e anticipato dai singoli Hardened Heart, Quicksand, Hold on to Our Love e Still Waiting.

## Riabilitazione dalla droga
Il 22 agosto 2006, Tom ha rivelato di essersi sottoposto a dei trattamenti per problemi di abuso di droga. A causa della sua riabilitazione, lui e il resto della band dovettero cancellare il loro tour in Nord America, dopo che egli senza preavviso aveva lasciato l'albergo in cui alloggiavano in Giappone, scegliendo di volare da solo per fare ritorno in Gran Bretagna. Ha lasciato la Priory Clinic di Londra il 6 ottobre, ma comunque ha continuato a ricevere delle cure anche successivamente. Ha dichiarato al quotidiano The Sun che dalla fine del 2006 si è completamente ripulito dalla droga, ma che comunque continua a fare uso di alcool però con moderazione, vista l'esperienza passata. Ha dichiarato anche che ora preferisce giocare a golf piuttosto che frequentare le feste, ispirandosi ad Alice Cooper il quale è riuscito ad abbattere le sue dipendenze grazie a questo sport.

## Discografia

### Da solista
- 2016 – The Wave
- 2017 – Twelve Tales of Christmas
- 2022 - Midpoint

### Con i Keane
- 2004 – Hopes and Fears
- 2006 – Under the Iron Sea
- 2008 – Perfect Symmetry
- 2012 – Strangeland
- 2019 – Cause and Effect